# عزيبا
عزيبا (بالإنجليزية: Adhebah)‏ أو عزابا (بالإنجليزية: Azaba)‏، ملك ومن ملوك أكسوم في القرن الثالث الميلادي، وتقع في إقليم شمال إثيوبيا وإريتريا في العصر الحديث، حكم بين عامي 230 – 240 م. يعرف هو وابنه من خلال النقوش العربية الجنوبية.